# II Circoscrizione (Palermo)
La II Circoscrizione è una suddivisione amministrativa del comune di Palermo.

## Morfologia
Quartieri:
- Oreto-Stazione (parte)
- Brancaccio-Ciaculli
- Settecannoli

Unità di primo livello:
- Corso dei Mille-Sant'Erasmo
- Brancaccio-Conte Federico
- Ciaculli-Croce Verde
- Settecannoli
- Roccella-Acqua dei Corsari

Frazioni:
- Acqua dei Corsari
- Ciaculli
- Croceverde

È la circoscrizione più a Est della città di Palermo.

## Assetto urbanistico
I principali assi stradali sono: l'asse Oreto, continuazione verso Sud degli assi Croce Rossa/Libertà/Ruggero Settimo/Maqueda; l'asse Messina Marine, che costeggia il mare, considerata la circonvallazione costiera. La trafficata via Emiro Giafar, è il principale asse viario all'interno della circoscrizione che, garantisce inoltre l'ingresso in città dallo svincolo denominato "Giafar-porto" della circonvallazione. A sud il contorno del quartiere industriale Brancaccio è segnato dall'Autostrada A19. La circoscrizione nel quartiere Brancaccio è contraddistinta da ampie strade tipiche dei depositi ferroviari e dei Tir, costeggiate dai capannoni industriali.
Fuori dai margini della Circonvallazione e della zona Brancaccio, l'assetto urbanistico cambia, lasciando spazio alle contrade e alle tortuose viuzze di campagna tipiche delle frazioni di Croceverde e Ciaculli. Da queste frazioni arrampicandosi sul Monte Grifone, nasce la panoramica SP 37 che collega Palermo con il comune di Belmonte Mezzagno.

## Luoghi rilevanti e monumenti

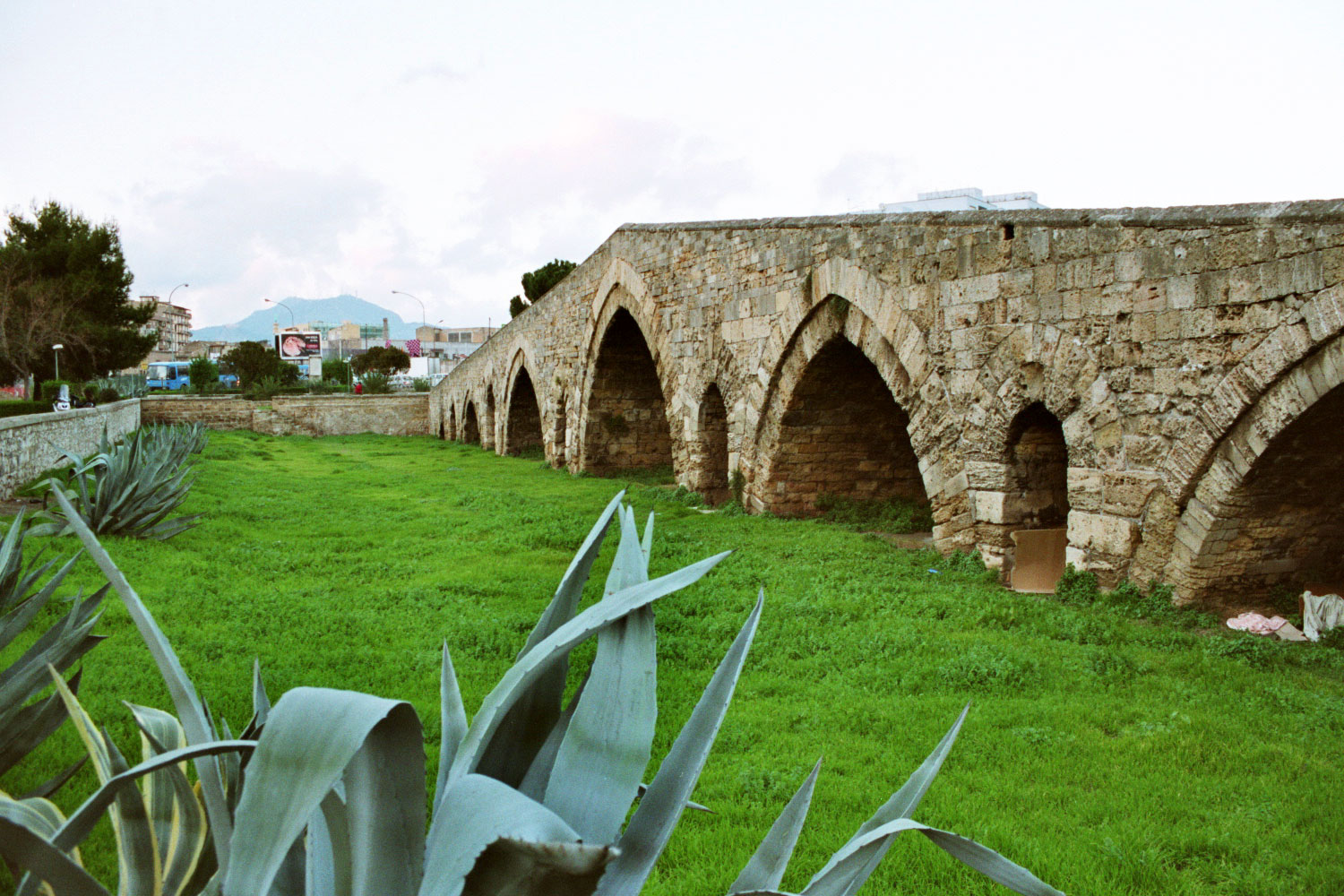
Il Ponte dell'Ammiraglio.

All'interno della II circoscrizione, si trovano un grande numero di monumenti ed edifici fatti costruire in piena dominazione araba in Sicilia. Ecco alcuni tra gli edifici di maggiore interesse:
- Castello di Maredolce;
- Chiesa di San Giovanni dei Lebbrosi;
- Ponte dell'Ammiraglio;
- Colonnella di Romagnolo;

Inoltre in Via Lincoln, ai confini con la prima circoscrizione, si trovano due importantissimi giardini pubblici della città, entrambi risalenti al XVIII secolo:
- Orto Botanico;
- Villa Giulia;

Il Fiume Oreto, scorre all'interno della circoscrizione e tutt'oggi segna una linea di demarcazione tra le aree periferiche della città e il centro. La Valle dell'Oreto rappresenta un'interessante area naturale prima del tratto del fiume ormai cementificato.

## Trasporti pubblici
All'interno della circoscrizione si snoda l'interno percorso della linea 1 della nuova rete tranviaria di Palermo, che garantisce il collegamento tra due terminal: da un lato il centro commerciale Forum Palermo e dall'altro la Stazione Centrale.

## Sedi istituzionali e strutture
Sede principale:
- via San Ciro, 15.

Biblioteca di quartiere:
- via San Ciro, 19.